# کارولینوو (استان اشوی‌داشکسیه)
کارولینوو (به لهستانی: Karolinów) یک منطقهٔ مسکونی در لهستان است که در گمینا کراسوچین واقع شده‌است. کارولینوو ۲۰۷ نفر جمعیت دارد.